# Broscus
Broscus är ett släkte av skalbaggar som beskrevs av Georg Wolfgang Franz Panzer 1813. Broscus ingår i familjen jordlöpare.
Släktet innehåller bara arten Broscus cephalotes.

## Bildgalleri

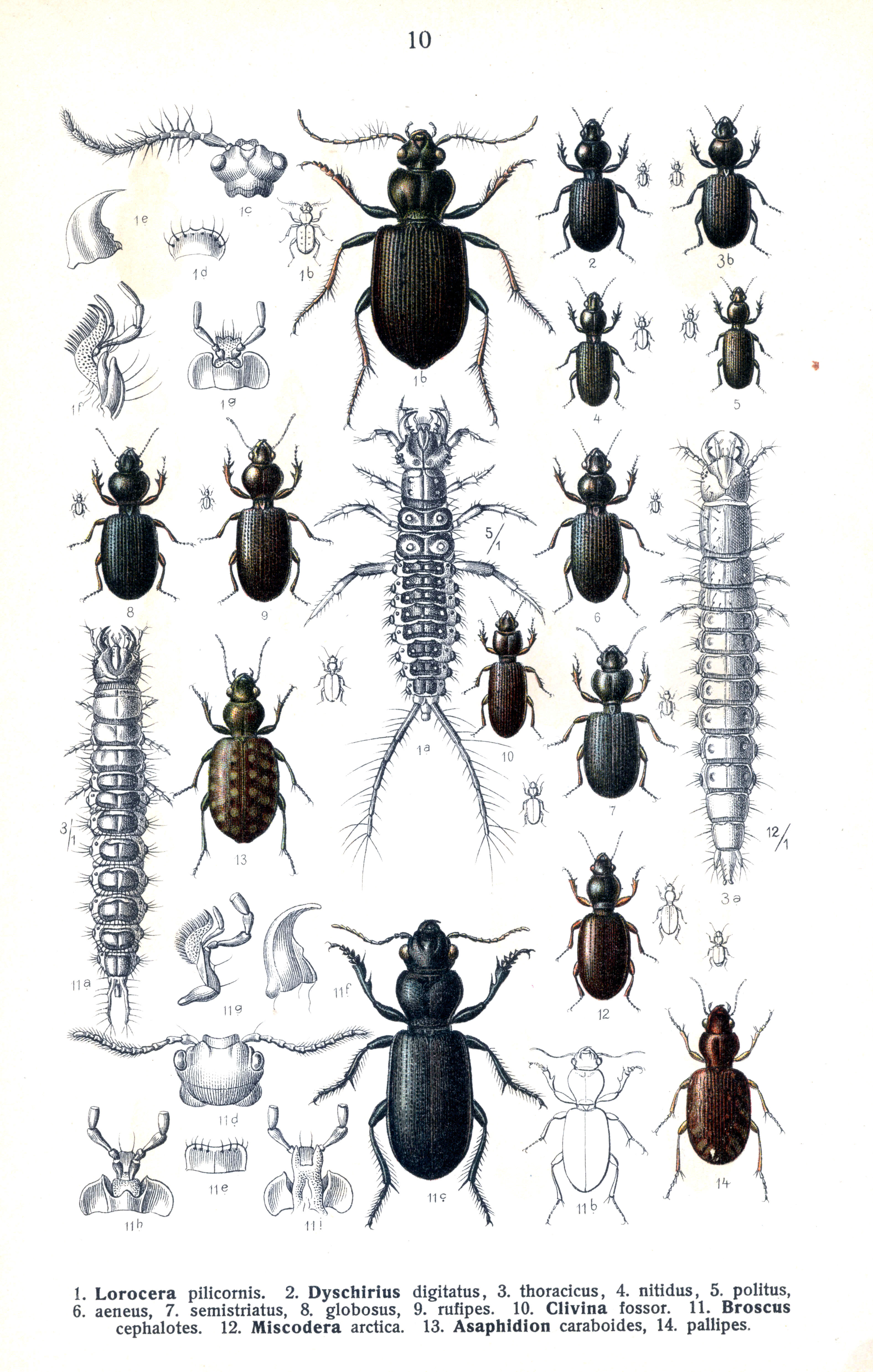
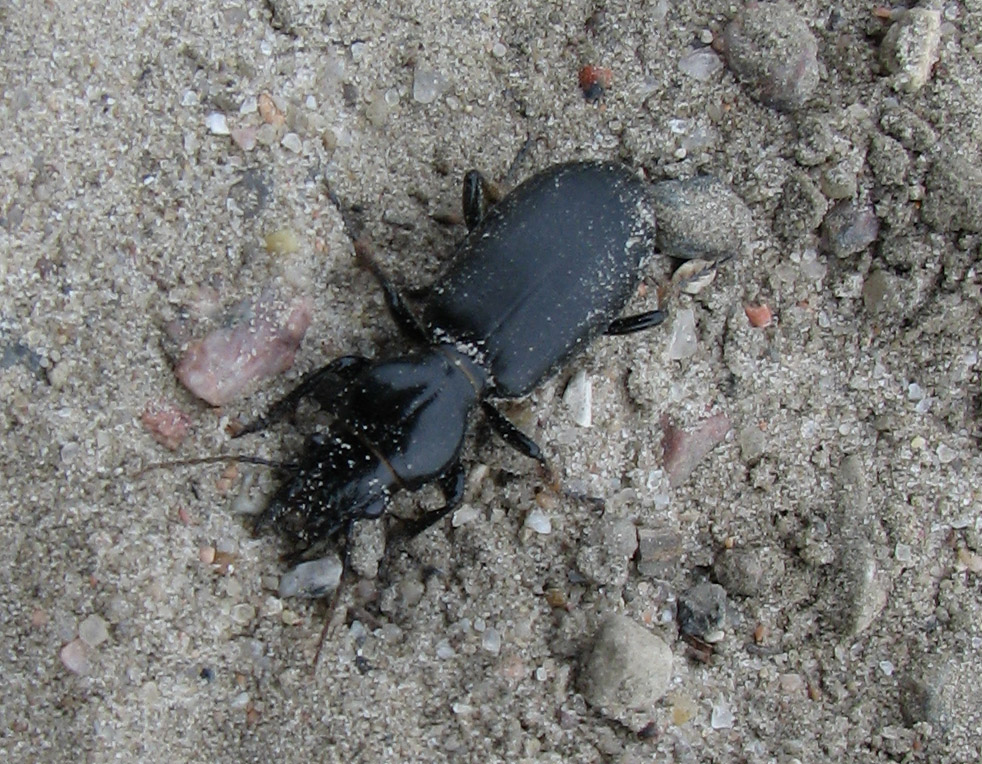
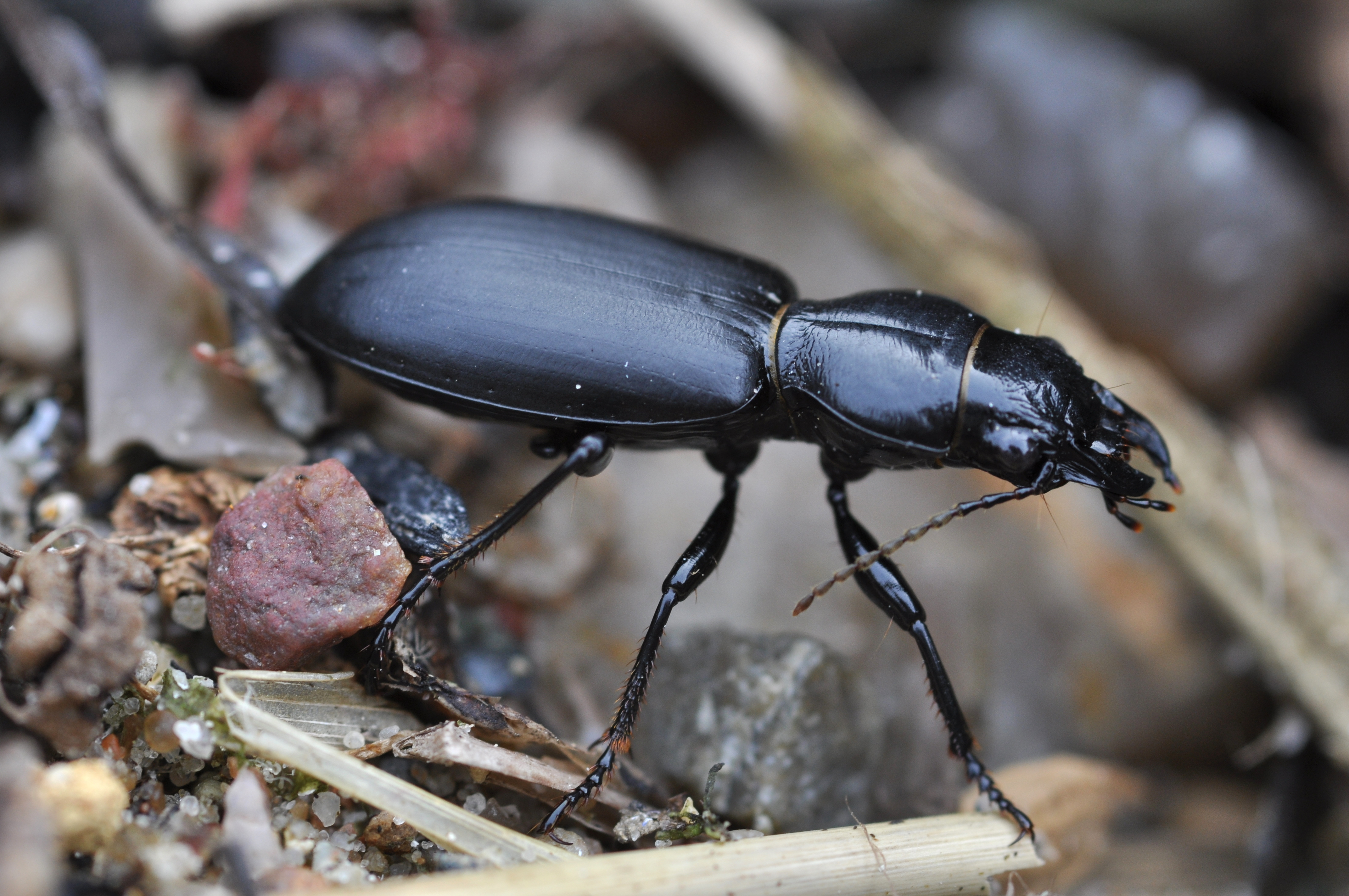